# Fondation Jacques Chirac
Ne doit pas être confondu avec Fondation Chirac.
La Fondation Jacques Chirac est une fondation française reconnue d'utilité publique, fondée par Jacques Chirac le 23 octobre 1971.

## Objectifs
La Fondation Jacques Chirac a pour objectif d’accueillir, d'éduquer, de rééduquer, de former, d’insérer ou de réinsérer, d’accompagner leur vie durant et jusqu’à leur mort, des personnes handicapées mentales, physiques ou atteintes de polyhandicaps graves, quel que soit leur âge et pour une durée souhaitée. La Fondation met en œuvre un projet et un suivi personnalisé pour chaque personne,.

## Historique
Tout débute en 1967, lorsque Jacques Chirac, député à cette époque, arrive en haute Corrèze. Il est préoccupé par la situation d'un grand nombre d'enfants de l'Assistance publique de la ville de Paris, atteints de handicaps lourds, qui sont abandonnés et placés dans des institutions non adaptées.
Jacques Chirac décide donc de créer des centres d'accueil et trouve des alliés, aux côtés des maires et conseillers municipaux pour réaliser son projet. Deux centres voient le jour : l'un en octobre 1970 à Peyrelevade et l'autre en janvier 1972 à Bort-les-Orgues. À son action politique, s’ajoute une autre dimension : la maladie psychique de sa fille Laurence renforce sa volonté d’agir et la cause du handicap va imprégner sa vie.

### Le combat de sa vie
Le 23 octobre 1971 est créée l'Association des centres éducatifs de Haute-Corrèze. En 1974, deux autres centres pour enfants sont ouverts ; puis au fil du temps, de nombreux établissements pour adultes viennent compléter le dispositif mettant en œuvre la loi du 30 juin 1975 sur les institutions sociales et médico-sociales.
En 1995, Jacques Chirac devient président de la République et quitte la présidence de l'association. Il est alors remplacé par Jean-Pierre Dupont, son suppléant et 1er vice-président.
Le 18 août 1997, l'Association des centres éducatifs du Limousin est reconnue d'utilité publique. Le 22 décembre 2006, elle devient la Fondation Jacques Chirac.

### Aujourd'hui
En 2017, 24 établissements, maisons d'accueil spécialisées, foyers, IME, ESAT ou encore maisons de retraite accueillent ou accompagnent plus de 1 200 personnes entourées de 830 salariés. Tous les âges et degrés de handicaps mentaux sont concernés,. La Fondation Jacques Chirac est le premier employeur du département de la Corrèze,.

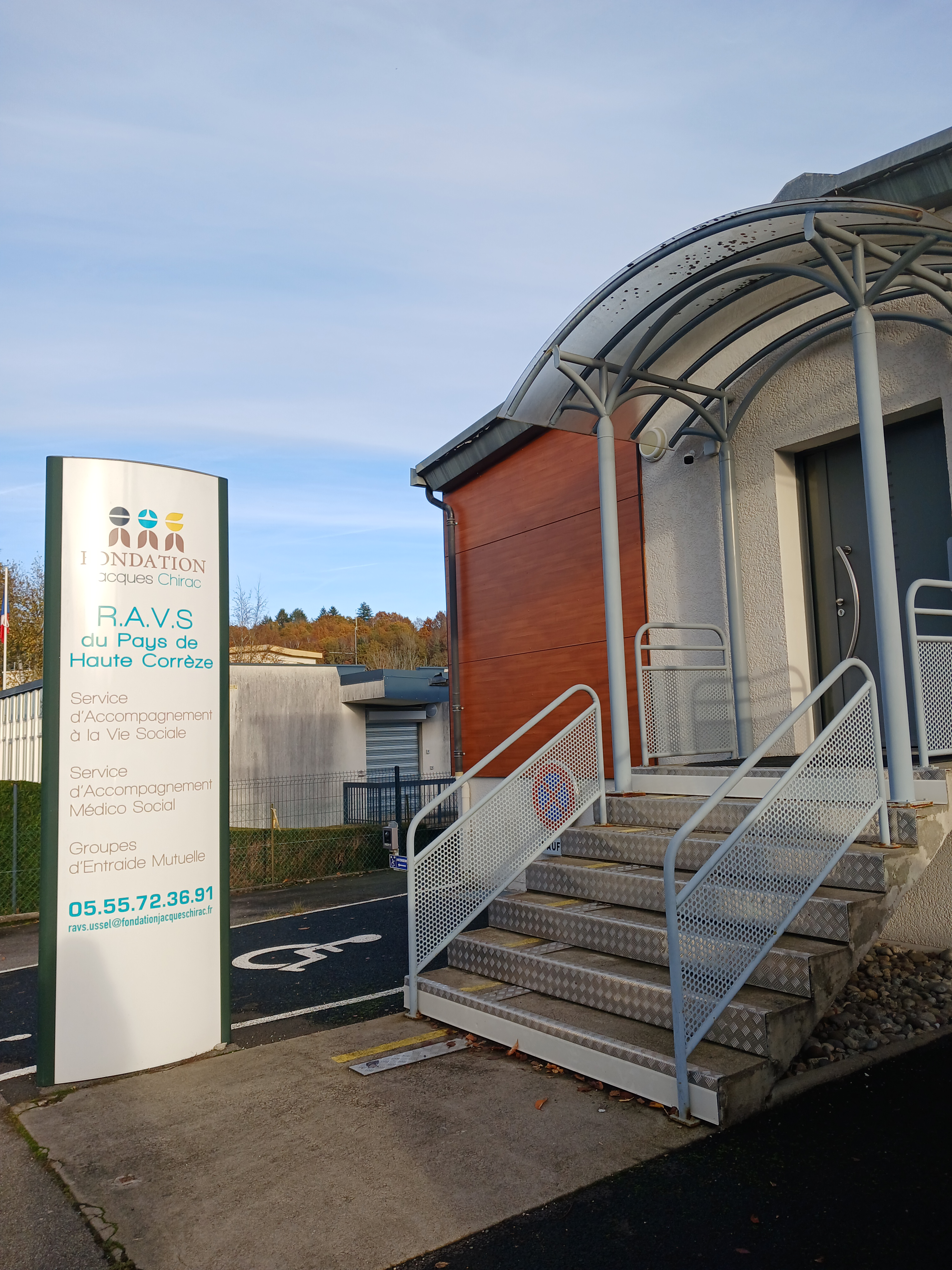
R.A.V.S de Haute Corrèze, Fondation Jacques Chirac à Ussel

Le siège de la fondation est basé à Ussel, en Corrèze.
En mars 2018, Françoise Béziat fait valoir son droit à la retraite et cède sa place de directrice générale à Michel Vergne. Elle devient présidente de la fondation en remplacement de Jean-Pierre Dupont qui se retire de sa fonction de président mais reste administrateur au sein du conseil d'administration.
Le 26 septembre 2019, Jacques Chirac meurt à l'âge de 86 ans. La fondation lui rend hommage le 1er octobre 2019 à son siège d’Ussel.

## Organisation

### Établissements
En 2019, la Fondation Jacques Chirac possède 25 établissements répartis dans plusieurs départements : dans le Cantal, une structure à Ydes, en Corrèze, neuf établissements, en Creuse, trois établissements et dans le Puy-de-Dôme, un établissement à Royat.
En octobre 2019, le 25e établissement ouvre à Ussel pour accueillir de très jeunes enfants autistes.

### Gouvernance
La Fondation est dirigée par un conseil d'administration présidé par Françoise Béziat depuis 2018. Le directeur général est Michel Vergne depuis mars 2018.

#### Présidents
| Période                            | Nom                | Notes          |
| ---------------------------------- | ------------------ | -------------- |
| 23 octobre 1971 - 1er juillet 1995 | Jacques Chirac     | Démissionnaire |
| 1er juillet 1995 - 2018            | Jean-Pierre Dupont | Démissionnaire |
| Depuis 2018                        | Françoise Béziat   |                |

#### Directeurs
| Période     | Nom              | Notes          |
| ----------- | ---------------- | -------------- |
| ??-1998     | Jean Claude Wild |                |
| 1998-2018   | Françoise Béziat | Démissionnaire |
| Depuis 2018 | Michel Vergne    |                |